# 赤坂タワーレジデンスTop of the Hill
赤坂タワーレジデンス Top of the Hill（あかさかタワーレジデンス トップオブザヒル）は、東京都港区赤坂2丁目にある超高層マンションである。

## 概要
五摂家の一つである九条家が居を構え、その後、日本ユニシスが本社を置いた地に2008年7月竣工した。
高さ162.0m、地上45階・地下3階の構造で、総戸数は521戸。平均価格は1億2千万円にもかかわらず、3期に分けた販売はいずれも好調。即時完売した。平均倍率は8.4倍だった。低層階（3階-10階部分）の全82戸については賃貸マンションとしてレジデントファーストによって管理・運営されていたが、その後、分譲された。
建物を東西に貫く2層吹き抜けのグランドロビーを1階に置き、共用施設としてゲストルーム、トップラウンジ、九条家の茶室を模した和室等が設けられたほか、コンシェルジュも配置した。
約7000m2の敷地のうち約2600m2を緑地とし、東側に大きな池を設け、それを囲むように既存の大楠、孟宗竹などを生かした雑木林風の景観を作り出した。それが地域の人々なども楽しみながら散策できる空間となっていることが評価され、2009年度「港区みどりの街づくり賞」、2010年には「東京都緑の大賞」の大規模緑化部門賞をそれぞれ受賞している。

## 工法
竹中工務店が開発した超高層マンションの上層階の眺望を確保する新工法「スーパーフレックスウォール」を採用した。これによって、建物中心部に耐震壁を設置することで、従来、建物の外周部に設けられていた梁を細くし窓側の開口部が広がり、眺望が向上した。また、住戸にはSI（スケルトン・インフィル）工法を採用した。

## アクセス
- 東京メトロ千代田線 赤坂駅 徒歩4分
- 東京メトロ銀座線、南北線 溜池山王駅 徒歩5分
- 東京メトロ千代田線、丸ノ内線 国会議事堂前駅 徒歩13分